# Jean-Michel Ripa
Jean-Michel Ripa est un dirigeant de football français.
Il préside le club de l'Olympique de Marseille de février 1995 à juin 1995. Le club remporte sous sa présidence le Championnat de France de football D2 1994-1995.
Il est également rédacteur en chef du magazine OM Plus. 